# 前意識
前意識 (ぜんいしき，ドイツ語：Vorbewusste) は、フロイトの精神分析に由来する深層心理学の概念で、通常は意識に昇らないが、努力すれば意識化できる記憶等が、貯蔵されていると考えられる無意識の領域である。

## 概説
無意識の領域に存在すると考えられる記憶や感情、構造は、通常、意識に昇ることはない。それ故にこそ、それらの記憶や構造は、「無意識である（気づいていない，unconscious）」と言われる。
しかし、確かに知っていると思えるが、具体的にどういうことであったのか思い出せない記憶とか、知識などは存在する。思い出そうとする努力を通じて、そのような記憶や知識が意識に甦り、思い出されるという経験も多数ある。
あるいは、まったく忘れ去っていた、またはそんな経験などしたこともないと思っていたことが、思いがけない何かのきっかけで記憶に甦り、思い出すと言うようなこともしばしばある。
無意識（Unbewusste）の領域にあったと考えられるが、何らかの努力や契機において意識に昇るような記憶や知識、感情等は、「意識の領域」と「無意識の領域」の両方の領域に存在することになる。そこで、このような「心の領域」の特定部分を、「前意識の領域」と称し、略して、前意識（Vorbewusste）と呼ぶ。

## 深層心理学と前意識

### フロイトの個人の無意識
ジークムント・フロイトの無意識は「抑圧する無意識」で、無意識自体には、何の目的性もなく、自我との関連で、心理力動的に意識に影響を及ぼす。無意識の領域にある記憶や知識は意識に昇ることは通常ないが、自由連想法などを通じて、意識化することも可能である。
抑圧されて、無意識領域にあった記憶等が思い出されるということは、自由連想を通じて、抑圧記憶がまず前意識に移動し、そこから更に、意識の領域へと移動し、意識化されるということを意味する。このような過程を繰り返すことで、無意識の「抑圧構造」が変化し、抑圧によって生じているとされた神経症の症状等が治癒するというのが、フロイトの治療理論であった。

### 心の先天的構造
フロイトの無意識は、「個人の心」における現象を説明するために仮定された構造の領域である。これに対し、精神分裂病（統合失調症）などの研究より深層心理学の理論を構想したカール・グスタフ・ユングは、無意識には、個人の心を越えた、民族や文化や、あるいは人類全体の歴史に関係するような情報や構造が含まれている領域があるとした。
ユングは、このような無意識の領域を「集合的無意識」と名づけ、そこには、世界の様々な神話に共通して出現する、古代的な典型（古態型）が構造として、力動作用として存在するとした。
ユングによれば、集合的無意識の内容は、決して意識化されない。前意識の現代心理学的な解釈として、前意識の内容とは、長期的記憶であるとされる。しかし、ユングの集合的無意識がその一つとも考えられるが、人間の大脳には、先天的構造が存在し、高次精神機能に関係するこのような構造としては、例えば、言語能力が挙げられる。

### 先天的構造と意識の介在
言語において、具体的な文章がどこで生成されているかというと、それは先天的構造の存在する無意識と、意図が意識的に存在する意識の中間の領域である。従って、それは前意識の領域だと言える。ユングの元型がイメージとして姿を構成されるのも、前意識の領域においてである。
深層心理学の理論は、非常に多彩な展開を示すトランスパーソナル心理学は無論として、意識の領域を越えた無意識の構造が、どのように意識の内容と作用するのかということが課題としてある。このような無意識または超意識と、意識のあいだを介在する「心の構造」として前意識の概念が適切であることが知られる。
ただ、用語としては、前意識はフロイトの精神分析学での言葉・概念として使用するのが基本だとも言える。